# Asbach-Altenkirchener Hochflächen
Die Asbach-Altenkirchener Hochflächen (auch Niederwesterwälder Hochmulde) bilden einen Landschaftsraum im Niederwesterwald mit der naturräumlichen Kennung 324.8. Ihre Gesamtflächen betragen etwa 355 km2. Sie bestehen aus den beiden Teilgebieten:
- Asbacher Hochfläche und
- Altenkirchener Hochfläche.